# Mabuya desiradae
Mabuya desiradae (десірадська мабуя) — вид сцинкоподібних ящірок родини сцинкових (Scincidae). Ендемік Гваделупи.

## Поширення і екологія
Десірадські мабуї є ендеміками острова Ля-Десірад, розташованого на схід від Гваделупи. Вони живуть в прибережних заростях та в тріщинах серед скель.

## Збереження
МСОП класифікує цей вид як такий, що перебуває на межі зникнення. Mabuya desiradae загрожує хижацтво з боку інвазивних щурів, кішок і собак.